# Vandermondematris
En Vandermondematris är inom linjär algebra en matris vars rader beskriver geometriska följder, uppkallad efter den franske matematikern  Alexandre-Théophile Vandermonde.
Om {\displaystyle V} är en Vandermondematris av format {\displaystyle m\times n} är alltså elementen {\displaystyle v_{ij}=a_{i}^{j-1}} för tal {\displaystyle a_{i}}, så att matrisen blir:
{\displaystyle V={\begin{pmatrix}1&a_{1}&a_{1}^{2}&\cdots &a_{1}^{n-1}\\1&a_{2}&a_{2}^{2}&\cdots &a_{2}^{n-1}\\\vdots &\vdots &\vdots &\ddots &\vdots \\1&a_{m}&a_{m}^{2}&\cdots &a_{m}^{n-1}\end{pmatrix}}}

## Egenskaper
För kvadratiska ({\displaystyle m=n}) Vandermondematriser är determinanten
{\displaystyle \det V=\prod _{1\leq i<j\leq n}(a_{j}-a_{i})}.
En Vandermondematris där {\displaystyle m\leq n} har maximal rang om och endast om alla {\displaystyle a_{i}} är distinkta.

## Tillämpningar
Vandermondematriser betraktas vid polynominterpolation, eftersom att lösa systemet {\displaystyle Vu=y}, där {\displaystyle V} är en Vandermondematris, är ekvivalent med att hitta koefficienterna {\displaystyle u_{k}} i polynomet
{\displaystyle P(x)=\sum _{k=0}^{n-1}u_{k}x^{k}}
av grad {\displaystyle \leq n-1} som har värdena {\displaystyle y_{k}} vid {\displaystyle a_{k}}.